# Pá Ma Pha Khinh
Pá Ma Pha Khinh là một xã thuộc huyện Quỳnh Nhai, tỉnh Sơn La, Việt Nam.
Xã có diện tích 55,29 km², dân số năm 2011 là 3.210 người, mật độ dân số đạt 58 người/km².